# Misandrie

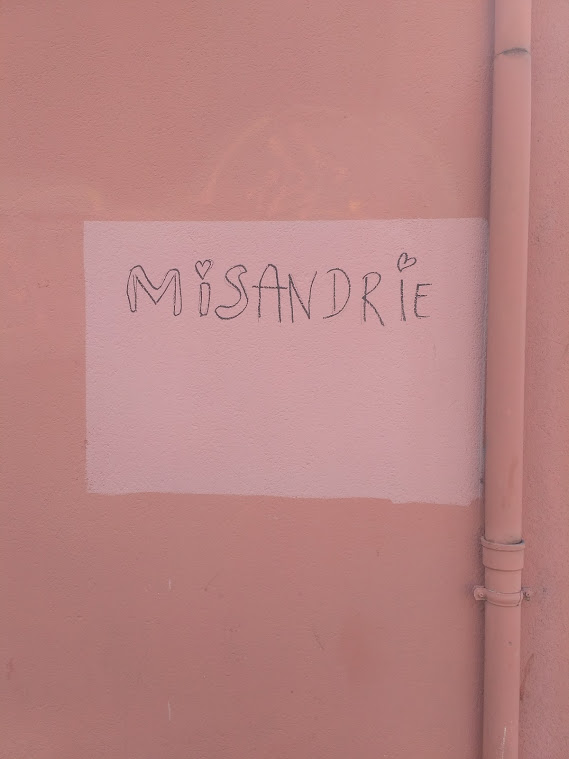
Un tag à Grenoble, photographié en 2017, où on lit « Misandrie ».

La misandrie (du grec ancien μῖσος / mîsos (« haine ») et ἀνήρ / anếr (« homme ») est un sentiment de mépris ou d'hostilité à l'égard des hommes. C'est l'antonyme de philandrie, et sémantiquement le correspondant inverse de la misogynie (sentiment de mépris ou d'hostilité à l'égard des femmes).

## Étymologie
Le terme « misanthropie » vient du mot grec de même sens « misanthrôpia », formé avec le mot grec « anthrôpos », qui signifie « homme » au sens d'être humain. Les auteurs du néologisme « misandrie » ont formé ce terme avec le radical (ἀνδρ-) du mot grec signifiant « être humain masculin ».
Le dictionnaire d'Oxford situe la naissance du néologisme vers la fin du XIXe siècle. Toutefois, pour certains auteurs, « misandry » ne serait apparu dans les suppléments de l'Oxford English Dictionary qu'à la fin du XXe siècle. En 1909, le Century Dictionary (publié à New York) publie dans un supplément consacré au nouveau vocabulaire la définition suivante : « Misandrie : la haine de l'homme, mauvaise opinion de l'homme, considéré comme injuste et oppresseur envers les femmes ». En France, le Grand Robert en situe l'apparition vers 1970. Il se substitue à cette date au mot androphobie, qui était jusqu'alors utilisé,. Pour certains auteurs, ce dernier terme définit désormais la peur des hommes en tant que phobie morbide et non plus le mépris du genre masculin en tant qu'attitude sexiste. C'est au travers des essais, publiés en 2020, de Pauline Harmange (Moi les hommes, je les déteste) et Alice Coffin (Le Génie lesbien) que le terme de misandrie a été remis en lumière par les médias qui ont fait évoluer sa définition vers « une grande intolérance profonde vis-à-vis des hommes, une forme de sexisme opposé à la misogynie. »

## Études du concept
D'après David D. Gilmore,, le terme de « misandrie » serait un équivalent de « misogynie » pour définir la haine des hommes, mais il serait utilisé trop peu couramment pour en être le parfait lemme. Il lui préfère le néologisme « viriphobia » (néologisme hybride, mêlant le mot latin vir et le grec phobos), que Gilmore a lui-même inventé en 1997, et qui selon lui serait plus à même d'englober à la fois la haine et la peur de la masculinité hétérosexuelle, telles qu'exposées dans les ouvrages d'Andrea Dworkin, militante féministe radicale, ou des universitaires spécialisés sur les études de genre comme Raewyn Connell ou Miguel Vale de Almeida (en). Les idées d'Andrea Dworkin ont été également qualifiées d'« anti-mâle », notamment par la journaliste conservatrice et libertarienne Cathy Young.
Selon Francis Dupuis-Déri, le mot est utilisé dans la rhétorique de la « crise de la masculinité », discours « porteur d’une critique du féminisme et d’un refus de l’égalité entre les sexes. Ce discours sert aussi à justifier la (ré)affirmation d’une masculinité conventionnelle ».
Les écrits de Nathanson et Young (une trilogie sur le thème de la misandrie écrite par deux professeurs de sciences des religions de l'université McGill) expriment au contraire l'idée que la misandrie est le produit direct de la volonté de privilégier le point de vue féminin. Cela engendrerait une baisse des interactions entre hommes et femmes dans le domaine social, ce qui deviendrait la norme. Certains s'appuient sur ces écrits pour affirmer qu'à la fin du XXe siècle, la société s'est transformée, et est devenue misandre, notamment dans le domaine de la publicité et du cinéma/télévision. En conséquence, la vision des femmes en tant que victimes de violences sexuelles (notamment au cinéma) serait plus misandre que misogyne. Ces écrits ont également influencé une relecture du rôle joué par les hommes dans la fiction.
Le sociologue australien Michael Flood (en) a toutefois minimisé le point de vue de Nathanson et Young, en affirmant que la misandrie ne pouvait pas être équivalente à la misogynie, selon lui, en raison de l'absence notamment du cadre historique, législatif ou institutionnel de ce dernier. C'est également ce que souligne Gilmore : l'absence de réification justifie l'absence de terme unique définissant le concept. De son côté, Anthony Synnott, professeur de sociologie qui se consacre à l'étude de la masculinité au XXIe siècle, définit le terme en fonction de plusieurs notions, notamment l'histoire et la loi. Pointant la trop grande invisibilité de cette notion, alors que les comportements associés sont culturellement acceptés, voire normalisés, il estime que la misogynie engendre la misandrie. Il qualifie d'ailleurs les travaux de Nathanson et Young sur ce sujet de « majeurs ».

## Spécificités

### Opposition au féminisme
La « haine des hommes » a été souvent invoquée comme moteur par les intellectuels critiques de certaines formes du féminisme. Certains[Qui ?] postulent que les féministes des années 1950 et 1960, rejetant la domination masculine de leur société, étaient regardées comme haïssant les hommes par ceux qui s'opposaient ou critiquaient leurs idées. Toutefois, aucun terme précis n'était utilisé pour définir cette prétendue haine ; les femmes ainsi accusées se retrouvaient donc, tout au plus, qualifiées de man-haters dans les pays anglophones,. Mais, à la fin du XXe siècle, le SCUM Manifesto de Valerie Solanas, est qualifié en 1989 de « misandrie éhontée » (unabashed misandry) ; l'écrivain Robert Merle, dans son roman dystopique Les Hommes protégés, y fait référence en présentant sous cette appellation des féministes radicales misandres. D'après Colette Pipon, prix Mnémosyne 2012, si le féminisme comporte une dimension misandre, celle-ci se limite aux mots ; elle n'est pas « constitutive du féminisme en tant qu'idéologie » car le féminisme n'est pas, selon elle, basé sur la haine de l'autre,.
L'idée de « revanche » envers les hommes est également un risque de dérive, qualifiée de misandre, du combat féministe, risque relevé notamment par Élisabeth Badinter. Diverses études de genre, consacrées à la littérature antique grecque, au judaïsme ou à la psychanalyse font usage de ce terme depuis lors.
Au XXIe siècle, dans le monde anglophone, le terme « misandry » est dénoncé par certains milieux intellectuels, universitaires et/ou activistes, comme un moyen abusif qui permet de discréditer le point de vue féminin lors d'affaires traitant de l'égalité des sexes ; en 2013, la majorité des auteurs anglophones qui utilisent ce terme sont des hommes. En revanche, la présidente de Ni putes ni soumises, Asma Guenifi, a estimé en 2013 que le discours de l'organisation Femen reposait sur la misandrie, et d'autres s'inquiètent du fait que certains courants du féminisme, tout en cherchant à combattre le sexisme et les stéréotypes, puissent contribuer à en créer de nouvelles formes (exemple, le mouvement 4B). Toujours au XXIe siècle, une forme de « misandrie ironique » voit le jour dans les milieux féministes américains, afin de tourner en dérision les accusations de misandrie et cibler le discours anti-féministe. Toutefois l'essayiste américaine Cathy Young note que la « misandrie ironique » défendue par certaines féministes deviendrait parfois de la misandrie tout court.

### Autres mentions
En 1960, l'écrivain Barrington Kaye rapporte ce qu'il nomme « une tradition de misandrie » dans le Guandong : les paysannes, fiancées jeunes et employées dans l'industrie de la sériculture, s'opposeraient au mariage et à la vie conjugale, préférant l'indépendance que leur donne leur travail. Cette particularité locale est relevée à nouveau par Marjorie Topley en 1978, dans ses articles sur la société cantonaise, sans toutefois qu'elle n'assimile cette résistance au mariage à de la misandrie.
Dans un autre ordre d'idée, une étude faite en Irlande et aux États-Unis sur les hommes infirmiers a également fait ressortir notamment des attitudes misandres de la part de leurs formateurs.
Ce thème, tout comme la misogynie, est parfois repris dans la littérature de fiction, par le cinéma ou la télévision.

## Dans la culture populaire
- Dans la saison 6 de House of Cards, le personnage de Claire Underwood incarnant la présidente des États-Unis évoque le sujet.[pertinence contestée]
- La web-série Martin, sexe faible est basé sur l'idée d'un monde dominé par les femmes et où le protagoniste, Martin, subit constamment des actes misandres[45].